# Huân chương Danh dự (Anh)

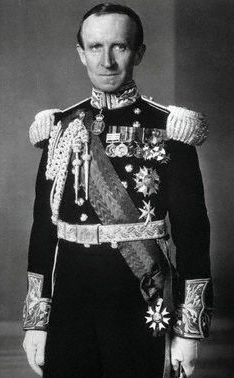
Bá tước Tweedsmuir, Toàn quyền Canada, đeo Huân chương Danh dự trên cổ.

Huân chương Danh dự (tiếng Anh: Order of the Companions of Honour) là một huân chương của Vương quốc Thịnh vượng chung, được thành lập bởi vua George đệ Ngũ để tưởng thưởng cho những người đạt thành tích xuất sắc và để ban cho những người xứng đáng nhất với sự công nhận, thành lập danh dự không phụ thuộc vào sự chấp nhận của chức tước hay cấp bậc công lao.
Được thành lập cùng lúc với Huân chương Đế quốc, đôi khi nó cũng được coi như một bậc thấp hơn của Huân chương Chiến công. Hiện nay thì huân chương được miêu tả "để tưởng thưởng cho những cá nhân có đóng góp lớn trong các lĩnh vực khoa học, nghệ thuật, y dược, hay thời kỳ trị vì lâu dài". Những người được ban huân chương đầu tiên vì có sự phục vụ trong chiến tranh và được liệt kê trong Luân Đôn Thời báo vào ngày 14 tháng 7 năm 1917. Thánh đường Hoàng gia tại Cung điện Hampton hiện nay được gọi là Thánh đường Huân chương.

## Hợp thành
Huân chương này chỉ dành cho tối đa 65 người. Ngoài ra, những người ngoại quốc hay công dân bên ngoài Vương quốc Thịnh vượng chung sẽ được kết nạp như một thành viên danh dự. Những ai đã có các huân chương khác thì sẽ được sử dụng 2 chữ cái đầu CH vào trước tên. Việc phong huân sẽ được đệ trình bởi Thủ tướng các nước trong Vương quốc Thịnh vượng chung. Tại Canada, việc này sẽ do các quan chức đệ trình lên Quốc vương.
Ban đầu, huy chương này chỉ dành cho 50 người, nhưng tới năm 1943 thì tăng lên 65, bao gồm 45 người Anh, 7 người Úc, 1 người Tân Tây Lan, 1 người Nam Phi và 9 người từ các nước thuộc địa. Sau đó nó lại bị thay đổi vào năm 1970: 47 người Anh, 7 người Úc, 2 người Tân Tây Lan và 9 người từ các nước thuộc địa. Năm 1975, số người tại các nước thuộc địa khác bị giảm xuống còn 7 để thêm 2 người Tân Tây Lan.
Mặc dù công dân Úc vẫn có thể được ứng tuyển để nhận huân chương, Chính phủ Úc đã ngừng ban huân chương này để ban cho công dân huân chương quốc gia. Nhà sử học Canada Margaret MacMillan đã được nhận huân chương vào năm 2017 và tiếp theo đó là giọng nữ cao Kiri Te Kanawa vào năm 2018.

## Huân chương
Huân chương có hình bầu dục, phía trên có một vương miện, bên trong là 1 miếng đá hình chữ nhật có phác họa cây sồi, 1 cái khiên ở bên phải, một kỵ sĩ ở bên trái. Trên viền xanh của huân chương có khắc chữ vàng. Đàn ông đeo huân chương vòng quanh cổ, còn phụ nữ thì đeo ở trên vai trái.

## Những người được ban huân chương
- Quân chủ
  - Vua Charles đệ Tam

| Số thứ tự | Tên                                   | Huân chương                | Nghề nghiệp                               | Ngày ban          | Tuổi |
| --------- | ------------------------------------- | -------------------------- | ----------------------------------------- | ----------------- | ---- |
| 01 (237)  | Sir Michael Somare                    | GCL, GCMG, CH, PC          | Cựu Thủ tướng Papua New Guinea            | 3 tháng 6,1978    | 82   |
| 02 (246)  | Doug Anthony                          | AC, CH, PC                 | Cựu Quyền Thủ tướng Úc                    | 31 tháng 12,1981  | 88   |
| 03 (265)  | Sydney Brenner                        | CH, FRS, FMedSci           | Nhà sinh vật học                          | 31 tháng 12,1986  | 91   |
| 04 (267)  | Nam tước Tebbit                       | CH, PC                     | Chính trị gia                             | 31 tháng 7,1987   | 87   |
| 05 (270)  | Nam tước Baker xứ Dorking             | CH, PC                     | Chính trị gia                             | 13 tháng 4, 1992  | 84   |
| 06 (271)  | Nam tước Brooke xứ Sutton Mandeville  | CH, PC                     | Chính trị gia                             | 13 tháng 4, 1992  | 84   |
| 07 (278)  | Nam tước King xứ Bridgewater          | CH, PC                     | Chính trị gia                             | 13 tháng 4, 1992  | 85   |
| 08 (282)  | Janet Baker                           | CH, DBE                    | Ca sĩ Opera                               | 31 tháng 12, 1993 | 85   |
| 09 (287)  | Nam tước Owen                         | CH, PC                     | Chính trị gia                             | 11 tháng 6, 1994  | 80   |
| 10 (289)  | David Attenborough                    | OM, CH, CVO, CBE           | Phóng viên và nhà tự nhiên học            | 30 tháng 12, 1995 | 92   |
| 11 (291)  | Nam tước Hurd xứ Westwell             | CH, CBE, PC                | Chính trị gia                             | 30 tháng 12, 1995 | 88   |
| 12 (294)  | David Hockney                         | OM, CH                     | Họa sĩ                                    | 14 tháng 6, 1997  | 81   |
| 13 (296)  | Nam tước Heseltine                    | CH, PC                     | Chính trị gia                             | 2 tháng 8, 1997   | 85   |
| 14 (297)  | Nam tước Patten xứ Barnes             | CH, PC                     | Chính trị gia và cựu Thống đốc Hương Cảng | 31 tháng 12, 1997 | 74   |
| 15 (298)  | Peter Brook                           | CH, CBE                    | Điều hành rạp phim                        | 13 tháng 6, 1998  | 93   |
| 16 (299)  | Sir John Major                        | KG, CH, PC                 | Cựu Thủ tướng Anh                         | 31 tháng 12, 1998 | 75   |
| 17 (300)  | Bridget Riley                         | CH, CBE                    | Họa sĩ                                    | 31 tháng 12, 1998 | 87   |
| 18 (305)  | John de Chastelain                    | CC, CMM, CD, CH            | Tướng, nhà ngoại giao Canada.             | 31 tháng 12, 1998 | 81   |
| 19 (311)  | Sir Harrison Birtwistle               | CH                         | Nhà soạn nhạc                             | 30 tháng 12, 2000 | 84   |
| 20 (312)  | Sir Michael Howard                    | OM, CH, CBE, MC, FBA       | Sử gia                                    | 15 tháng 6, 2002  | 95   |
| 21 (316)  | James Lovelock                        | CH, CBE, FRS               | Tiến sĩ và nhà môi trường học             | 31 tháng 12, 2002 | 99   |
| 22 (317)  | Dan McKenzie                          | CH, FRS                    | Nhà địa vật lý học                        | 14 tháng 6, 2003  | 76   |
| 23 (318)  | Nam tước Hannay xứ Chiswick           | GCMG, CH                   | Nhà ngoại giao                            | 14 tháng 6, 2003  | 73   |
| 24 (320)  | Dame Judi Dench                       | CH, DBE                    | Diễn viên                                 | 11 tháng 6, 2005  | 83   |
| 25 (321)  | Sir Ian McKellen                      | CH, CBE                    | Diễn viên                                 | 31 tháng 12, 2007 | 79   |
| 26 (322)  | Nam tước Rogers xứ Riverside          | CH, FRIBA, FREng, RA       | Kiến trúc sư                              | 14 tháng 6, 2008  | 85   |
| 27 (323)  | Nam tước Howard xứ Lympne             | CH, QC, PC                 | Chính trị gia                             | 11 tháng 6, 2011  | 77   |
| 28 (324)  | Nam tước Young xứ Cookham             | Bt, CH, PC                 | Chính trị gia                             | 20 tháng 9, 2012  | 77   |
| 29 (325)  | Nam tước Coe                          | CH, KBE                    | Vận động viên. chính trị gia              | 29 tháng 12, 2012 | 62   |
| 30 (326)  | Peter Higgs                           | CH, FRS                    | Nhà vật lý học                            | 29 tháng 12, 2012 | 89   |
| 31 (327)  | Nam tước Strathclyde                  | CH, PC                     | Chính trị gia                             | 7 tháng 1, 2013   | 58   |
| 32 (328)  | Nam tước Campbell xứ Pittenweem       | CH, CBE, PC, QC            | Chính trị gia                             | 15 tháng 6, 2013  | 77   |
| 33 (329)  | Sir Nicholas Serota                   | CH                         | Quản lý bảo tàng                          | 15 tháng 6, 2013  | 72   |
| 34 (331)  | Nữ Nam tước O'Neil xứ Bengarve        | CH, CBE, FBA, FRS, FMedSci | Triết gia                                 | 31 tháng 12, 2013 | 77   |
| 35 (332)  | Dame Maggie Smith                     | CH, DBE                    | Diễn viên                                 | 14 tháng 6, 2014  | 83   |
| 36 (333)  | Kenneth Clarke                        | CH, QC, PC, MP             | Chính trị gia                             | 22 tháng 7, 2014  | 78   |
| 37 (334)  | Nam tước Ashdown xứ Norton-sub-Hamdon | GCMG, CH, KBE, PC          | Chính trị gia                             | 1 tháng 1, 2015   | 77   |
| 38 (336)  | Dame Mary Peters                      | CH, DBE                    | Vận động viên                             | 1 tháng 1, 2015   | 79   |
| 39 (337)  | Nam tước Young xứ Graffham            | CH, PC, DL                 | Chính trị gia                             | 1 tháng 1, 2015   | 86   |
| 40 (339)  | Nam tước Woolf                        | CH, PC, FBA, FMedSci       | Chánh án                                  | 12 tháng 6, 2015  | 85   |
| 41 (341)  | Sir Roy Strong                        | CH, FRSL                   | Họa sử gia, quản lý bảo tàng              | 1 tháng 1, 2016   | 83   |
| 42 (342)  | Dame Vera Lynn                        | CH, DBE                    | Ca sĩ                                     | 11 tháng 6, 2016  | 101  |
| 43 (343)  | Nam tước Smith xứ Kelvin              | KT, CH                     | Doanh nhân                                | 11 tháng 6, 2016  | 74   |
| 44 (344)  | Nữ Nam tước Amos                      | CH, PC                     | Chính trị gia và nhà ngoại giao           | 11 tháng 6, 2016  | 64   |
| 45 (345)  | George Osborne                        | CH, PC                     | Chính trị gia, cựu Tổng trưởng Tài chánh  | 4 tháng 8, 2016   | 47   |
| 46 (347)  | Sir Richard Eyre                      | CH, CBE                    | Đạo diễn                                  | 31 tháng 12, 2016 | 75   |
| 47 (348)  | Dame Evelyn Glennie                   | CH, DBE                    | Người chơi nhạc cụ gõ                     | 31 tháng 12, 2016 | 53   |
| 48 (349)  | Sir Alec Jeffreys                     | CH, FRS                    | Nhà di truyền học                         | 31 tháng 12, 2016 | 68   |
| 49 (350)  | Nữ Nam tước Warnock                   | CH, DBE, FBA, FMedSci      | Triết gia                                 | 31 tháng 12, 2016 | 94   |
| 50 (351)  | Nữ Nam tước Williams xứ Crosby        | CH, PC                     | Chính trị gia                             | 31 tháng 12, 2016 | 88   |
| 51 (352)  | Sir Terence Conran                    | CH                         | Thiết kế sư                               | 17 tháng 6, 2017  | 87   |
| 52 (353)  | Sir Mark Elder                        | CH, CBE                    | Nhạc trưởng                               | 17 tháng 6, 2017  | 71   |
| 53 (354)  | Dame Beryl Grey                       | CH, DBE                    | Vũ công                                   | 17 tháng 6, 2017  | 91   |
| 54 (355)  | Sir Paul McCartney                    | CH, MBE                    | Nhạc sĩ                                   | 17 tháng 6, 2017  | 76   |
| 55 (356)  | J. K. Rowling                         | CH, OBE                    | Nhà văn                                   | 17 tháng 6, 2017  | 53   |
| 56 (357)  | Dame Stephanie Shirley                | CH, DBE, FREng             | Doanh nhân, nhà nhân đạo                  | 17 tháng 6, 2017  | 85   |
| 57 (358)  | Delia Smith                           | CH, CBE                    | Đầu bếp, nhà văn                          | 17 tháng 6, 2017  | 77   |
| 58 (359)  | Nam tước Stern xứ Brentford           | CH, FRS, FBA               | Nhà kinh tế học                           | 17 tháng 6, 2017  | 72   |
| 59 (361)  | Nam tước Bragg                        | CH, FRS, FBA, FRSL         | Phóng viên                                | 30 tháng 12, 2017 | 79   |
| 60 (362)  | Lady Antonia Fraser                   | CH, DBE, FRSL              | Tác giả                                   | 30 tháng 12, 2017 | 86   |
| 61 (363)  | Margaret MacMillan                    | CC, CH                     | Sử gia                                    | 30 tháng 12, 2017 | 74   |
| 62 (364)  | Richard Henderson                     | CH, FRS, FMedSci           | Nhà sinh vật học                          | 9 tháng 6, 2018   | 73   |
| 63 (365)  | Dame Kiri Te Kanawa                   | ONZ, CH, DBE, AC           | Giọng nữ cao                              | 9 tháng 6, 2018   | 74   |

## Liên kết ngoai
1. ↑  The number shown in brackets is the individual's place in the wider sequence of appointment since the Order's inception.